# 齐特卡拉-萨
齐特卡拉-萨（Zitkála-Šá，1876年—1938年）是桑蒂達科他人作家、编辑、翻译、音乐家、教育家和政治活动家，她是20世纪最有影响力的美国原住民活动家之一。
1926年，她與其他人共同創辦美洲印第安人全国委员会，该委员会的目的是游说美國各界並為美國原住民爭取公民权利。直至其本人去世前，齐特卡拉-萨一直是美洲印第安人全国委员会的主席。